# Chińska Republika Ludowa na Zimowych Igrzyskach Olimpijskich 1994
Chińską Republikę Ludową na Zimowych Igrzyskach Olimpijskich 1994 reprezentowało 24 zawodników, 7 mężczyzn i 17 kobiet.

## Zdobyte medale
| Medal  | Zawodnik     | Dyscyplina           | Konkurencja    |
| ------ | ------------ | -------------------- | -------------- |
| Srebro | Zhang Yanmei | Short track          | 500 m kobiet   |
| Brąz   | Chen Lu      | Łyżwiarstwo figurowe | Solistki       |
| Brąz   | Ye Qiaobo    | Łyżwiarstwo szybkie  | 1 000 m kobiet |

## Skład kadry

### Biathlon
Kobiety
| Zawodnik                                       | Konkurencja         | czas biegu | Kary | Łączny czas | Pozycja |
| ---------------------------------------------- | ------------------- | ---------- | ---- | ----------- | ------- |
| Song Aiqin                                     | Bieg na 7,5 km      | 27:33,5    | 1    | 27:33,5     | 23.     |
| Wang Jinfen                                    | Bieg na 7,5 km      | 28:36,1    | 5    | 28:36,1     | 41.     |
| Wang Jinfen                                    | Bieg na 15 km       | 51:00,8    | 5:00 | 56:00,8     | 24.     |
| Song Aiqin                                     | Bieg na 15 km       | 53:250     | 5:00 | 58:25,0     | 39.     |
| Liu Giulan Song Aiqin Wang Jinping Wang Jinfen | Sztafeta 4 × 7,5 km | 2:01:08,8  | 5    | 2:01:08,8   | 14.     |

### Łyżwiarstwo figurowe
| Zawodnik   | Konkurencja | Nota                                  | Pozycja |
| ---------- | ----------- | ------------------------------------- | ------- |
| Chen Lu    | Solistki    | 5,0                                   | brąz    |
| Liu Ying   | Solistki    | 33,5                                  | 23.     |
| Zhao Guona | Solistki    | Nie awansowała do finałowej rozgrywki | 25.     |
| Zhang Min  | Soliści     | 29,0                                  | 20.     |

### Łyżwiarstwo szybkie
Mężczyźni
| Zawodnik   | Konkurencja   | Konkurencja   | Konkurencja    | Konkurencja    | Konkurencja        | Konkurencja        |
| Zawodnik   | Bieg na 500 m | Bieg na 500 m | Bieg na 1000 m | Bieg na 1000 m | Bieg na 1500 m     | Bieg na 1500 m     |
| Zawodnik   | Czas          | Miejsce       | Czas           | Miejsce        | Czas               | Miejsce            |
| ---------- | ------------- | ------------- | -------------- | -------------- | ------------------ | ------------------ |
| Liu Hongbo | 36,54         | 4.            | 1:13,47        | 4.             |                    |                    |
| Liu Yanfei |               |               |                |                | Nie ukończył biegu | Nie ukończył biegu |

Kobiety
| Zawodnik      | Konkurencja   | Konkurencja   | Konkurencja    | Konkurencja    |
| Zawodnik      | Bieg na 500 m | Bieg na 500 m | Bieg na 1000 m | Bieg na 1000 m |
| Zawodnik      | Czas          | Miejsce       | Czas           | Miejsce        |
| ------------- | ------------- | ------------- | -------------- | -------------- |
| Xue Ruihong   | 39,71         | 4.            | 1:20,93        | 12.            |
| Jin Hua       | 40,23         | 9.            | 1:21,48        | 16.            |
| Yang Chunyuan | 40,37         | 11.           | 1:23,27        | 30.            |
| Ye Qiaobo     | 40,42         | 13.           | 1:20,22        | brąz           |

### Narciarstwo dowolne
Kobiety
| Yin Hong   | Skoki akrobatyczne | 64,39 | 70,25 | 134,64 | 17. | Nie awansowała | Nie awansowała | Nie awansowała | Nie awansowała |
| Ji Xiao’ou | Skoki akrobatyczne | 52,26 | 68,96 | 121,22 | 18. | Nie awansowała | Nie awansowała | Nie awansowała | Nie awansowała |

### Short track
Mężczyźni
| Zawodnik                                 | Konkurencja          | Kwalifikacje | Kwalifikacje | Ćwierćfinał     | Ćwierćfinał     | Półfinał       | Półfinał       | Finał           | Finał   |
| Zawodnik                                 | Konkurencja          | Czas         | Miejsce      | Czas            | Miejsce         | Czas           | Miejsce        | Czas            | Miejsce |
| ---------------------------------------- | -------------------- | ------------ | ------------ | --------------- | --------------- | -------------- | -------------- | --------------- | ------- |
| Li Jiajun                                | Bieg na 500 metrów   | 44,67        | 1.           | Dyskwalifikacja | Dyskwalifikacja | Nie awansował  | Nie awansował  | Nie awansował   | 16.     |
| Li Lianli                                | Bieg na 500 metrów   | 1:03,44      | 4.           | Nie awansowała  | Nie awansowała  | Nie awansowała | Nie awansowała | Nie awansowała  | 30.     |
| Li Lianli                                | Bieg na 1000 metrów  | 1:34,52      | 2.           | 1:32,16         | 4.              | Nie awansował  | Nie awansował  | Nie awansował   | 14.     |
| Li Jiajun                                | Bieg na 1000 metrów  | 1:33,14      | 2.           | Dyskwalifikacja | Dyskwalifikacja | Nie awansował  | Nie awansował  | Nie awansował   | 16.     |
| Li Jiajun Li Lianli Yang He Zhang Hongbo | Sztafeta 5000 metrów |              |              |                 |                 | 7:19,66        | 3.             | Dyskwalifikacja | 7.      |

Kobiety
| Zawodniczka                                   | Konkurencja          | Kwalifikacje | Kwalifikacje | Ćwierćfinał | Ćwierćfinał | Półfinał        | Półfinał        | Finał           | Finał   |
| Zawodniczka                                   | Konkurencja          | Czas         | Miejsce      | Czas        | Miejsce     | Czas            | Miejsce         | Czas            | Miejsce |
| --------------------------------------------- | -------------------- | ------------ | ------------ | ----------- | ----------- | --------------- | --------------- | --------------- | ------- |
| Zhang Yanmei                                  | Bieg na 500 metrów   | 47,35        | 2.           | 46,64       | 2.          | 46,01           | 1.              | 46,44           | srebro  |
| Wang Xiulan                                   | Bieg na 500 metrów   | 47,32        | 1.           | 48,40       | 1.          | 48,00           | 3.              | 49,03           | 6.      |
| Yang Yang                                     | Bieg na 500 metrów   | 47,23        | 1.           | 47,25       | 1.          | Dyskwalifikacja | Dyskwalifikacja | Nie awansowała  | 7.      |
| Zhang Yanmei                                  | Bieg na 1000 metrów  | 1:39,72      | 2.           | 1:39,02     | 2.          | 1:37,26         | 2.              | 1:37,80         | 4.      |
| Yang Yang                                     | Bieg na 1000 metrów  | 1:46,53      | 2.           | 1:38,96     | 2.          | 2:12,06         | 3.              | 1:47,10         | 5.      |
| Wang Xiulan                                   | Bieg na 1000 metrów  | 1:43,71      | 2.           | 1:40,58     | 3.          | Nie awansowała  | Nie awansowała  | Nie awansowała  | 14.     |
| Su Xiaohua Wang Xiulan Yang Yang Zhang Yanmei | Sztafeta 3000 metrów |              |              |             |             | 43:32,14        | 1.              | Dyskwalifikacja | 8.      |